# Segunda División de Chile 1967
El Campeonato Nacional de Fútbol de Segunda División de 1967 fue el 16° torneo disputado de la segunda categoría del fútbol profesional chileno. Contó con la participación de 14 equipos.
El torneo se jugó en dos rondas con un sistema de todos contra todos y el campeón del torneo fue Concepción, que consiguió el ascenso para la Primera División por primera vez en su historia.
En la parte baja de la tabla de posiciones se ubicó Ovalle que descendió a su Asociación de origen por menor promedio de gol por partido.

## Movimientos divisionales
| Pos | a Primera División de Chile 1967 |
| --- | -------------------------------- |
| 1º  | Huachipato (Campeón)             |

| Pos | a Segunda División de Chile 1967 |
| --- | -------------------------------- |
| -   | -                                |

| Pos | Descendido desde Primera División de Chile 1966 |
| --- | ----------------------------------------------- |
| 1º  | Ferrobádminton                                  |

| Pos | Asociación de Origen |
| --- | -------------------- |
| 1º  | Luis Cruz Martínez   |
| 2º  | San Bernardo Central |

## Equipos participantes
| Equipo                | Ciudad            |
| --------------------- | ----------------- |
| Antofagasta Portuario | Antofagasta       |
| Colchagua             | San Fernando      |
| Coquimbo Unido        | Coquimbo          |
| Deportes Concepción   | Concepción        |
| Deportes Ovalle       | Ovalle            |
| Ferrobádminton        | Estación Central  |
| Iberia Puente Alto    | Puente Alto       |
| Lister Rossel         | Linares           |
| Lota Schwager         | Coronel           |
| Municipal Santiago    | Santiago de Chile |
| Ñublense              | Chillán           |
| San Antonio Unido     | San Antonio       |
| Trasandino            | Los Andes         |
| U.T.E                 | Santiago de Chile |

## Tabla final
| Pos | Equipo                | PJ | PG | PE | PP | GF | GC | Prom  | Pts |
| --- | --------------------- | -- | -- | -- | -- | -- | -- | ----- | --- |
| 1   | Deportes Concepción   | 26 | 18 | 6  | 2  | 50 | 21 | 1,923 | 42  |
| 2   | Lota Schwager         | 26 | 17 | 6  | 3  | 55 | 36 | 2,115 | 40  |
| 3   | Ñublense              | 26 | 12 | 7  | 7  | 57 | 34 | 2,192 | 31  |
| 4   | San Antonio Unido     | 26 | 11 | 7  | 8  | 41 | 38 | 1,576 | 29  |
| 5   | Antofagasta Portuario | 26 | 8  | 12 | 6  | 30 | 30 | 1,153 | 28  |
| 6   | Universidad Técnica   | 26 | 10 | 6  | 10 | 43 | 37 | 1,654 | 26  |
| 7   | Municipal de Santiago | 26 | 9  | 6  | 11 | 42 | 38 | 1,615 | 24  |
| 8   | Colchagua             | 26 | 8  | 6  | 12 | 39 | 45 | 1,500 | 22  |
| 9   | Lister Rossel         | 26 | 7  | 7  | 12 | 27 | 31 | 1,038 | 21  |
| 10  | Coquimbo Unido        | 26 | 7  | 7  | 12 | 25 | 38 | 0,961 | 21  |
| 11  | Trasandino            | 26 | 6  | 8  | 12 | 33 | 41 | 1,269 | 20  |
| 12  | Ferrobádminton        | 26 | 6  | 8  | 12 | 34 | 47 | 1,384 | 20  |
| 13  | Iberia-Puente Alto    | 26 | 7  | 6  | 13 | 30 | 52 | 1,153 | 20  |
| 14  | Deportes Ovalle       | 26 | 7  | 6  | 13 | 24 | 42 | 0,923 | 20  |

PJ=Partidos jugados; PG=Partidos ganados; PE=Partidos empatados; PP=Partidos perdidos; GF=Goles a favor; GC=Goles en contra; Prom=Promedio de gol por partido; Pts=Puntos
|  | Campeón. Asciende a Primera División |
|  | Desciende a su Asociación de origen  |